# Pull Shoes Branch
Pull Shoes Branch är ett vattendrag i Belize.   Det ligger i distriktet Stann Creek, i den centrala delen av landet, 50 km sydost om huvudstaden Belmopan.
I omgivningarna runt Pull Shoes Branch växer i huvudsak städsegrön lövskog. Runt Pull Shoes Branch är det glesbefolkat, med 11 invånare per kvadratkilometer.